# Cosmata

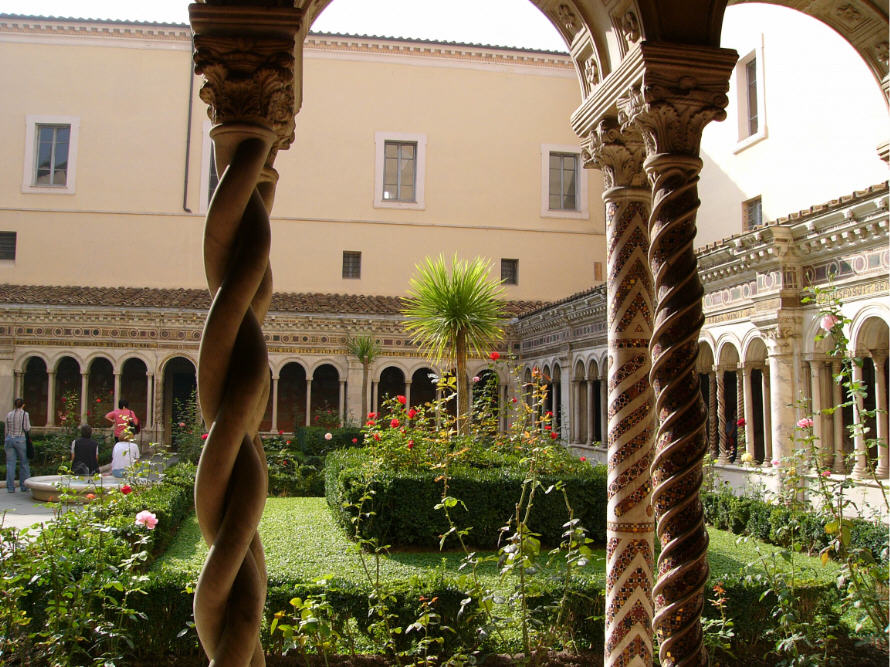
A San Paolo fuori le mura kolostorának kerengője, részlet

A Cosmata görög eredetű, a középkori Rómában mozaikkészítéssel foglalkozó család neve, illetve a család nevéből képzett kozmatikus stílusú művészeti ág megnevezése. A Cosmata mesterek az örök városban és környékén a 12. század elejétől a 14. század elejéig templomok belsejét és berendezéseit díszítették. Fő feladataik közé tartozott többek között kapuk, padlózatok, szószékek, püspöki trónusok, húsvéti gyertyatartók készítése és díszítése.

## A kozmatikus művészet kialakulása

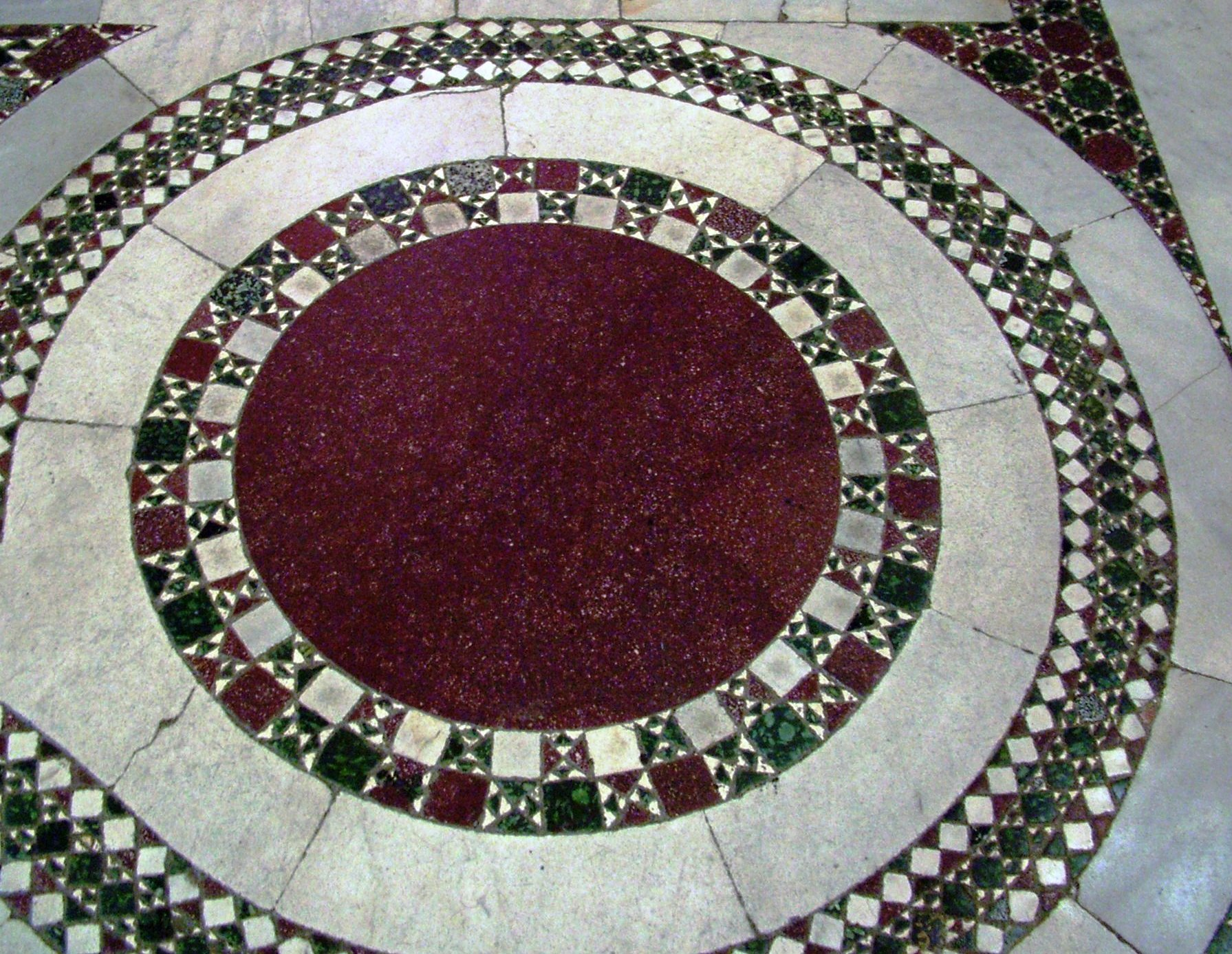
Basilica di Santa Maria Maggiore, padlózat

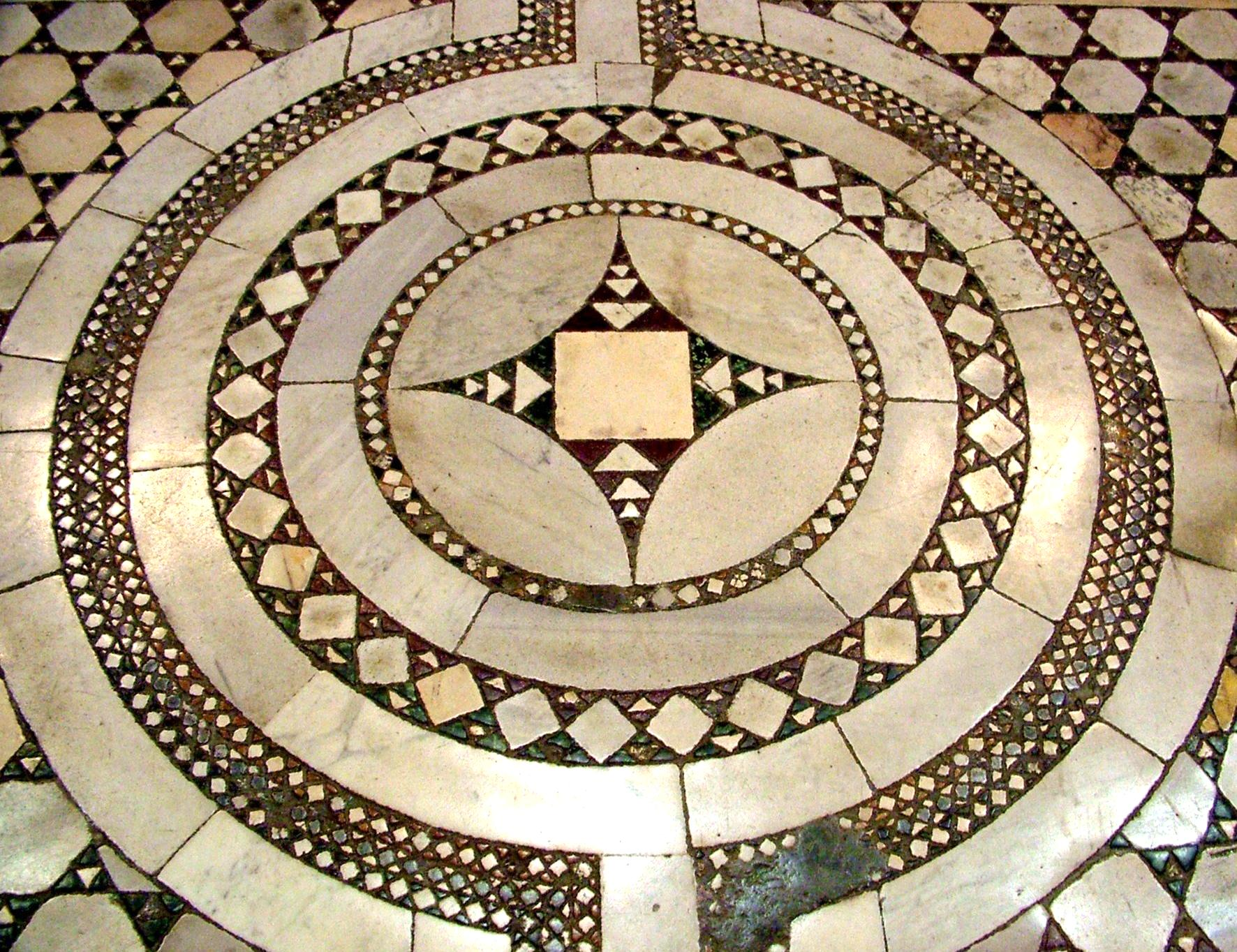
Basilica di Santa Maria Maggiore, padlózata

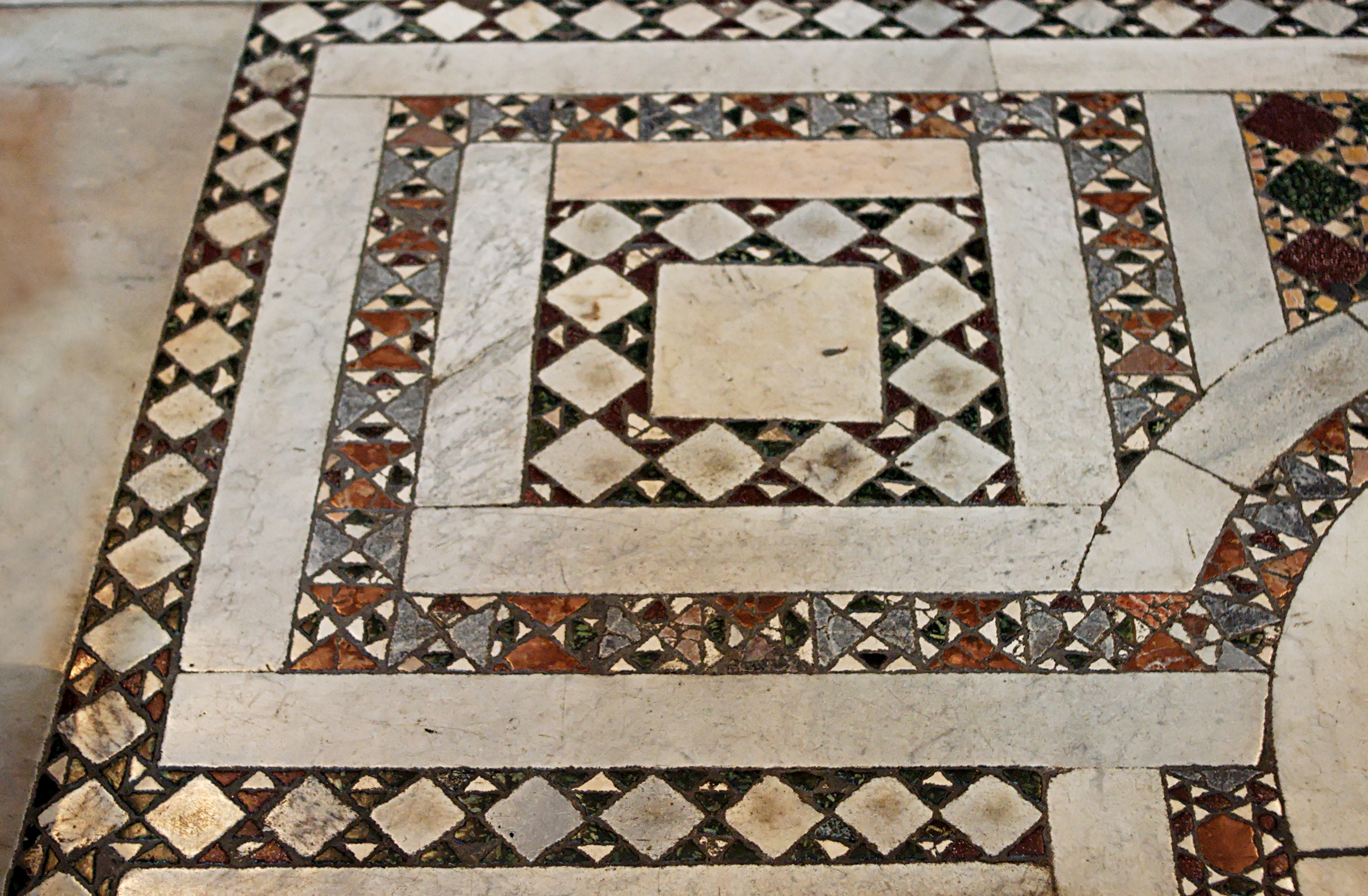
Basilica di Santa Maria Maggiore, padlózat

A művészettörténet a 12. századi római újító művészeti alkotások közül kiemeli a kozmatikus mozaikművészetet, amelyre egyrészt az egyházi templomdíszítés fokozódó igénye – s ezzel ellentétben még viszonylag szerény anyagi lehetőségei – továbbá a nagyművészeti alkotásokra képes műhelyek helyi hiánya volt a jellemző. Ugyanakkor a város területét szinte elárasztották az ókorból származó alkotások minőségi anyagmaradványai, elsősorban márvány és színes nemes kövek, mint potenciális újrahasznosítható művészeti nyersanyagok. A kozmatikus (mozaik)művészet technikai előzményének az antik római mozaikművészet, illetve annak kevésbé egyedi művészi igényre törekvő – tömegtermelésszerű – felületburkoló ága (padlózatok, oszlop-pillérdíszítések stb.) tekinthető.

### A családok
A kozmatikus művészet III. Ince pápa idején kezdett rohamosan fejlődni, amikor az egyháznak rendkívül nagy volt a befolyása. Ez lehetőséget adott arra, hogy a templomokat új liturgikus tárgyakkal díszítsék.
A 12. század elejétől kezdett kialakulni Rómában a görög származású Cosmata család márványfaragó és -díszítőiskolája. Ezeket a művészeket a 20. század eleje óta nevezik cosmata művészeknek, ami azon a téves elképzelésen alapul, hogy csak egy család foglalkozott ezzel a művészeti ággal. A téves elképzelést az okozta, hogy az összes kozmatikus munka rendkívül egységes stílusú, olyan mintha minden alkotásuk egy műhelyből került volna ki. A valóságban egyszerre több márványfaragó műhely létezett Rómában és a város környékén. A kutatók eddig körülbelül hatvan nevet azonosítottak, és sikerült megközelítő pontossággal felrajzolni a két legjelentősebb márványfaragó család, a Cosmata és a Vassalletto család családfáját. Ezenkívül még a kevésbé jelentős Mellini család nevét ismerjük.

### Tevékenységük
Elsősorban a mozaikdíszítésben jeleskedtek. Nevük azért maradt fenn, mert műveiket gyakran szignálták. A cosmata művészek családi műhelyeikben apáról fiúra örökítették mesterségüket, amelyre Campania és Monte Cassino közvetítésével az iszlám művészete is hatással volt. Nagy porfirtömbök, vörös gránitlapok és márványtöredékek voltak a  birtokukban. A nyersanyagot gyakran az ókori épületek romjaiból biztosították, oszlopokat, sírlapokat, márványtöredékeket használtak fel. Köröket és négyzeteket vágtak ki belőlük, és ezekből alakították ki a templomok padlózatának jellegzetes mintáit. Sok római templom padlózatát készítették el, sokszor hatalmas templomokét, ahol terjedelmes felületeket borítottak be márvánnyal.
A templomoknak nemcsak a padlózatát díszítették, hanem a liturgikus berendezési tárgyakat is, legtöbbször színes márványberakásokkal. Jellegzetes műveik a húsvéti gyertyatartók, az antik oszlopokra épített szószékek mozaikkal borított mellvédjei, és a kiterjesztett szárnyú, sas formájú könyvállványok. Úgy tűnik szobrászi képességeik korlátozottak voltak, emberi alakokat ritkán ábrázoltak, figurális díszítésük legtöbbször állatábrázolásokban merült ki. Legszebb alkotásaik közé tartoznak azok az 1190 körül készített húsvéti gyertyatartók, amelyek közül az egyik a római San Paolo fuori le mura templomban található. A legjobb állapotban fennmaradt római kerengők díszítését, a San Giovanni in Lateranóét és a San Paolo fuori le muráét a 13. század első felében a Vassalletto család készítette, a kerengők oszlopait mozaikokkal rakták ki. A római és a Róma környéki műhelyek gyakran készítettek olyan műveket is, amelyeket más városokba szállítottak el. A római márványfaragók eljutottak Dél-Itáliába (salernói katedrális szószéke) és Észak-Európába (londoni Westminsteri apátság két síremléke), sőt osztrák-német kultúrterületre (gurki székesegyház) is.

## Jelentős kozmatikus művek Rómában
|    |    |    |
| 1. | 2. | 3. |
|    |    |    |

- San Lorenzo fuori le mura
  - padlózat
  - szószék (1.)
  - püspöki trónus (2.)
- Santa Croce in Gerusalemme
  - padlózat
- Santa Maria in Cosmedin
  - padlózat
  - püspöki trónus
- San Saba
  - padlózat
  - püspöki trónus (3.)
  - szentélyrekesztő (csak töredékek maradtak fenn)

|    |    |    |    |
| 4. | 5. | 6. | 7. |
|    |    |    |    |

- San Paolo fuori le mura
  - húsvéti gyertyatartó (4.)
  - a kolostor kerengőjének oszlopdíszítései
- San Giovanni in Laterano
  - padlózat (5.)
  - püspöki trónus (6.)
  - a kolostor kerengőjének oszlopdíszítései (7.)
- San Clemente
  - padlózat
  - scholae cantorum (8.)
  - püspöki trónus

|    |    |     |
| 8. | 9. | 10. |
|    |    |     |

- Santa Prassede
  - padlózat (9.)
- Santa Maria Maggiore
  - padlózat
- SS. Quattro Coronati
  - padlózat
- San Giorgio in Velabro-templom
  - tabernákulum (10.)

Jelentős kozmatikus művek Rómán kívül
|    |    |    |
| 1. | 2. | 3. |
|    |    |    |

- Ravello, a katedrális szószéke (1.)
- Salerno, a katedrális szószéke (2.)
- Lugnano in Teverina, Santa Maria Assunta, padlózat (3.)
- Gurki székesegyház főoltár, felsőlap díszítése